# Пан (міфологія)

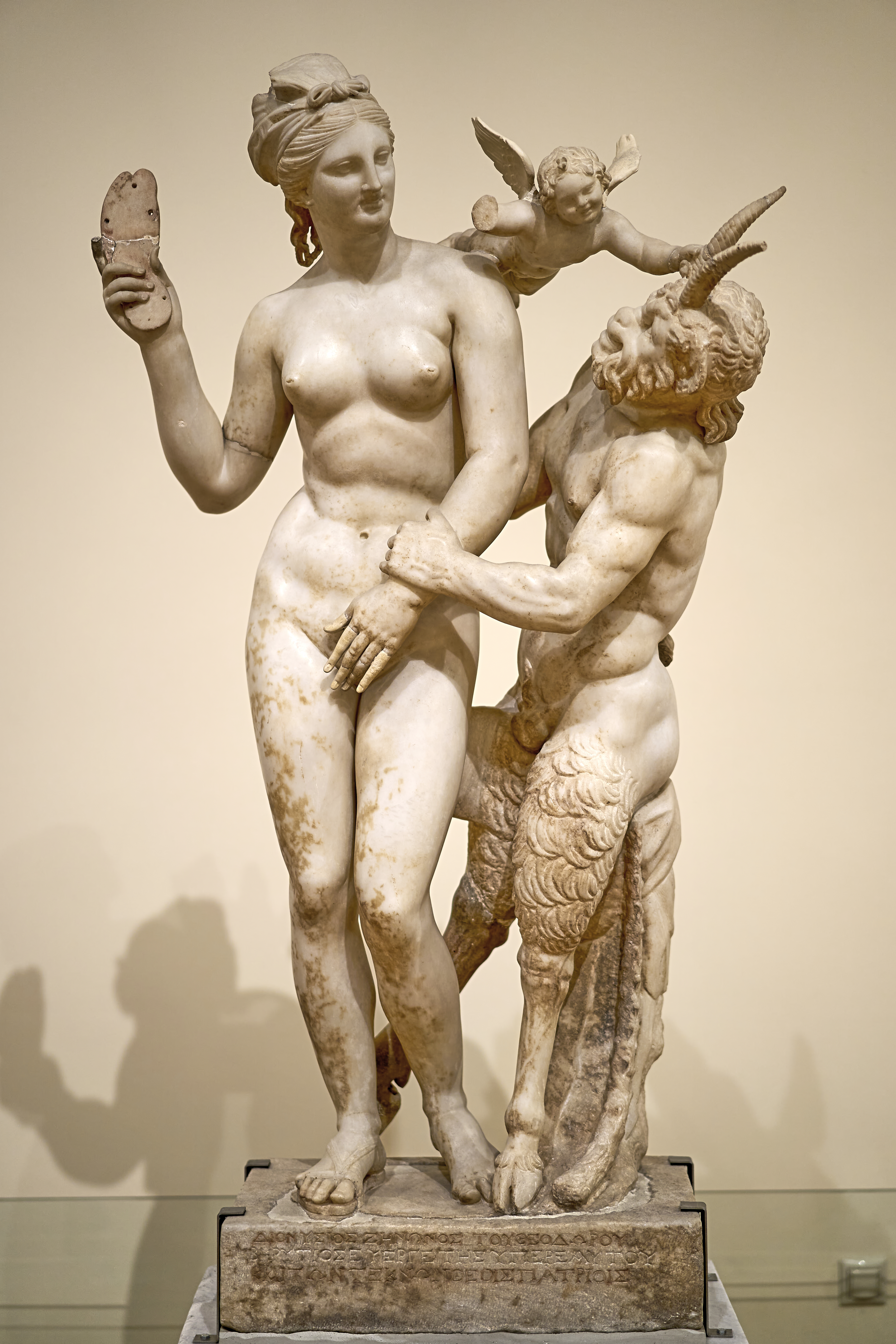
Афродіта, Ерос та Пан, Національний археологічний музей Афін

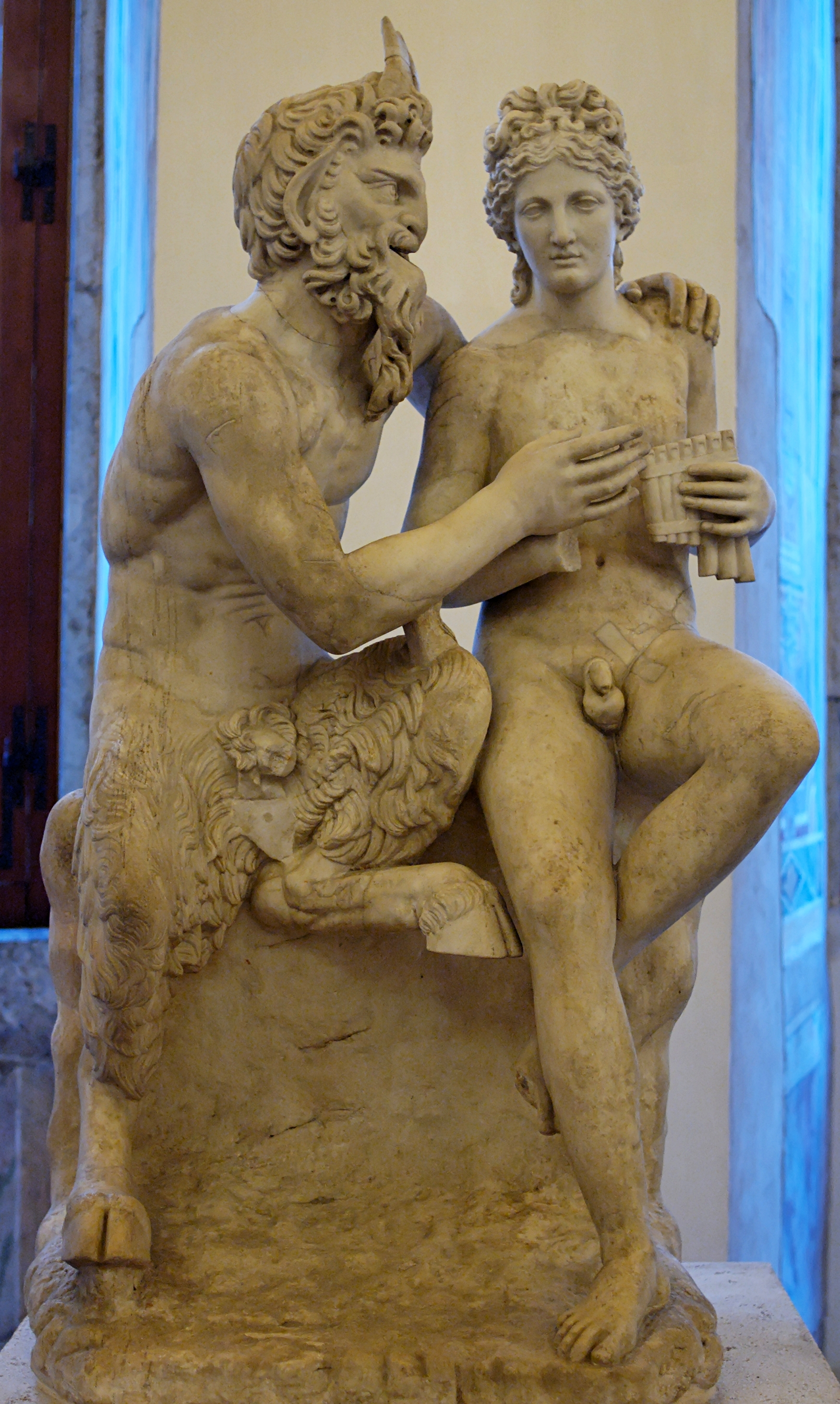
Пан навчає грі на сирінзі юного Дафніса

Пан (грец. Παν) — грецький бог лісів та пастухів, син Зевса і Дріопи. На честь Пана названий один із супутників Сатурна.

## Міф про Пана
За однією з міфічних версій, Пана народила Одіссеєва дружина Пенелопа від Гермеса або від усіх своїх женихів (народна етимологія пов'язує ім'я Пана з грецьким займенником pan — усе, pantes — усі). Бог лісів, отар, пастухів, пізніше — покровитель усієї природи (у давньому Римі культ Пана злився з культом італійських божеств Фавна й Інуя). Народився Пан у горах Аркадії напівлюдиною-напівцапом — з цапиними ногами, рогами та бородою. Його культ у післягомерівський період поширився по цілій Греції.
Гермес забрав цапоногого хлопця на Олімп, де він веселив своїм виглядом богів. Олімпійське життя не сподобалося Панові, і він повернувся на землю, де міг стрибати по горах та бавитися з білими отарами. Він мав лагідну, веселу вдачу, грав на сопілці (Флейта Пана). Навколо нього танцювали німфи й сатири. Коли хтось порушував його спокій, Пан дуже гнівався і наганяв на людей неймовірний страх (звідси — паніка, панічний тощо).
В Афінах Панові почали віддавати божественну шану одразу після Марафонської битви; афіняни вважали, що здобули перемогу під Марафоном завдяки Панові, який змусив персів тікати. В подяку вони збудували йому святиню на північному схилі Акрополя. Давні греки вірили, що Пан своїм криком може примусити тікати навіть воїнів. Тому в багатьох районах Греції його шанували як помічника в бою. У жертву Панові приносили корів, цапів, ягнят. Пізніше жертви складали Панові й Діонісові разом.
У Пана була закохана Селена, вона любила слухати його гру на сиринзі. Із переказом про те, що Пан — винахідник сопілки, пов'язана оповідь про його кохання до німфи Сірінги. Він переслідував її доти, поки вона, втікаючи від нього, не сховалася в річці Ладоні (в Аркадії), де перетворилася на очерет, з якого Пан вирізав сопілку. (варіант: Пан вирізав кілька очеретин, зробив із них сім дудок різної довжини і з'єднав їх докупи в один ряд. Так виникла улюблена пастуша дудка, названа сирингою.) Вважалося, що Пан володів даром провіщання і навчив цього мистецтва самого Аполлона. З розвитком загальногрецької міфології Пан з місцевого божества перетворюється на одного із супутників Діоніса. Головні святилища Пана були в Аркадії, Тройзені, Оропі.
В елліністичну епоху змінилось уявлення про Пана. Філософи на підставі помилкової етимології тлумачили ім'я Пана як «всесвіт» і вбачали в ньому якесь божество, розлите в усій природі, творця і володаря всього сущого. Пану були присвячені дуб і сосна. Античні зображення Пана дійшли до наших часів на вазах, монетах і гермах. Добре відома мармурова група, яка тепер зберігається в музеї у Флоренції. На ній зображено Пана, який навчає дівчину грати на флейті.
Із Паном пов'язаний вислів «помер Великий Пан», узятий з оповідання Плутарха. Письменник розповідає, що під час владарювання Тиберія (14 — 32 роки н. е.) Таммуз, керманич корабля, що плив з Пелопоннесу до Італії, почув вигук: «Помер Великий Пан». Цей факт тлумачили по-різному. Християнські богослови пояснювали розповідь Плутарха, як повідомлення про смерть Христа. Таке тлумачення знаходимо в художній літературі (Ф. Рабле — «Гаргантюа і Пантагрюель»; І. Тургенєв — вірш «Німфи»). 
У Середньовіччі Пана вважали злим духом, а його постать стала зразком для перших відомих зображень чорта. Міф про Пана знайшов відображення в творах Рафаеля, А. Карраччі, П. П. Рубенса, М. Врубеля, П. Пікассо й інших художників.